# Svetlana Prjachina
Svetlana Anatoljevna Prjachina (ryska: Светлана Анатольевна Пряхина), född den 29 juli 1970 i Volgograd, Sovjetunionen (nu (Ryssland), är en rysk före detta handbollsspelare.
Hon tog OS-brons i damernas turnering i samband med de olympiska handbollstävlingarna 1992 i Barcelona.